# Fils (rivière)
Pour les articles homonymes, voir Fils.
La Fils est une rivière qui coule dans le land du Bade-Wurtemberg en Allemagne.
Elle est un affluent de la rivière Neckar et contribue au bassin versant du Rhin.

## Géographie
Elle prend sa source dans la chaîne montagneuse du Jura souabe dans l'arrondissement de Göppingen. Elle traverse la ville de Geislingen an der Steige.
Elle se jette dans le Neckar à Plochingen à l'est de Stuttgart.